# 努沃勒埃利耶區
努沃勒埃利耶區是斯里蘭卡中央省的一個區。面積1,228平方公里。2001年人口703,610人。首府努沃勒埃利耶。
该区的主要宗教是印度教，一半以上人口信奉印度教，远高于周边地区。造成这种情况的原因是该区印度移民远高于周边地区。